# Gil de Siloé

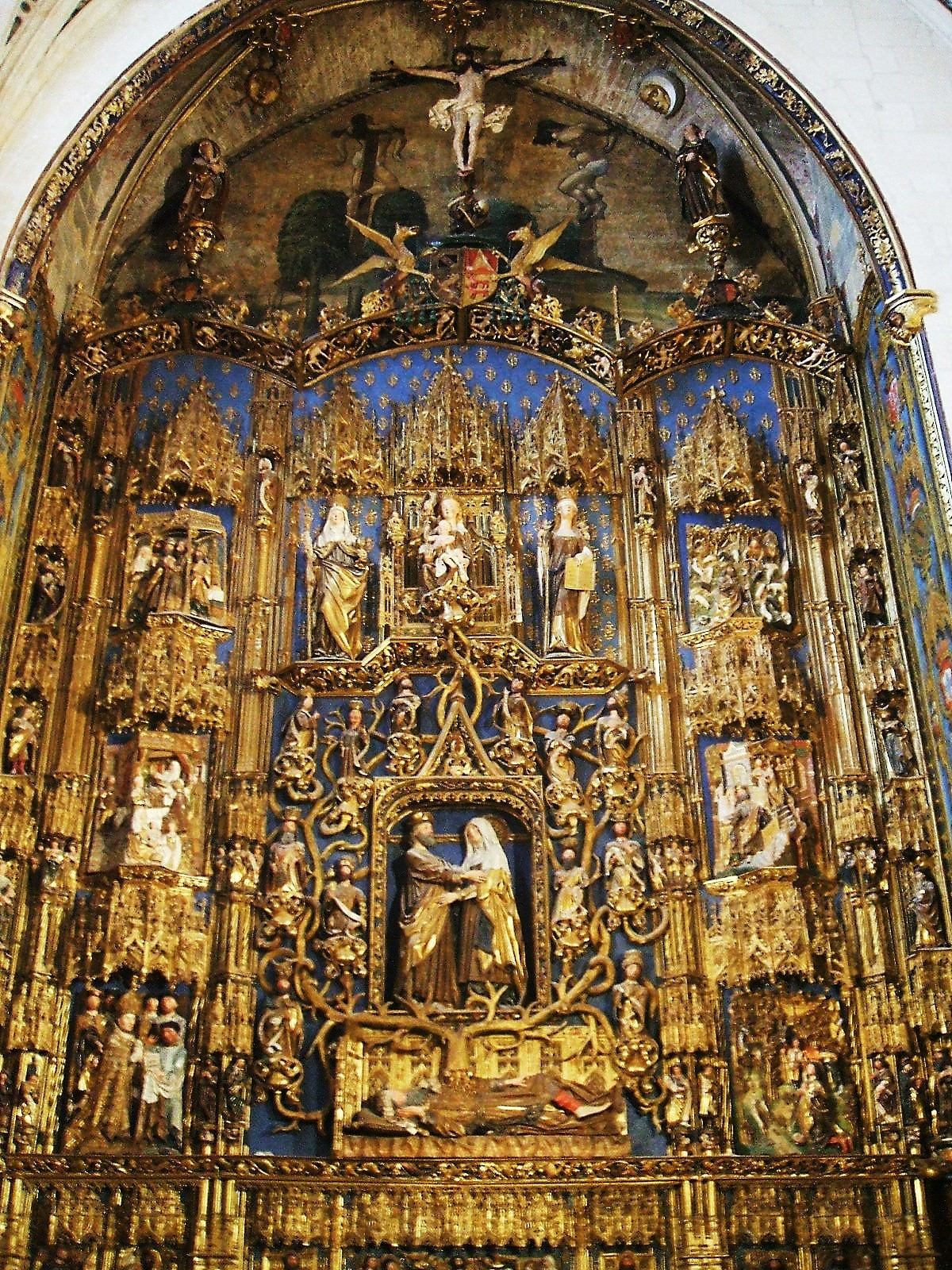
Altarretabel in der Kathedrale von Burgos, Gil de Siloe zugeschrieben

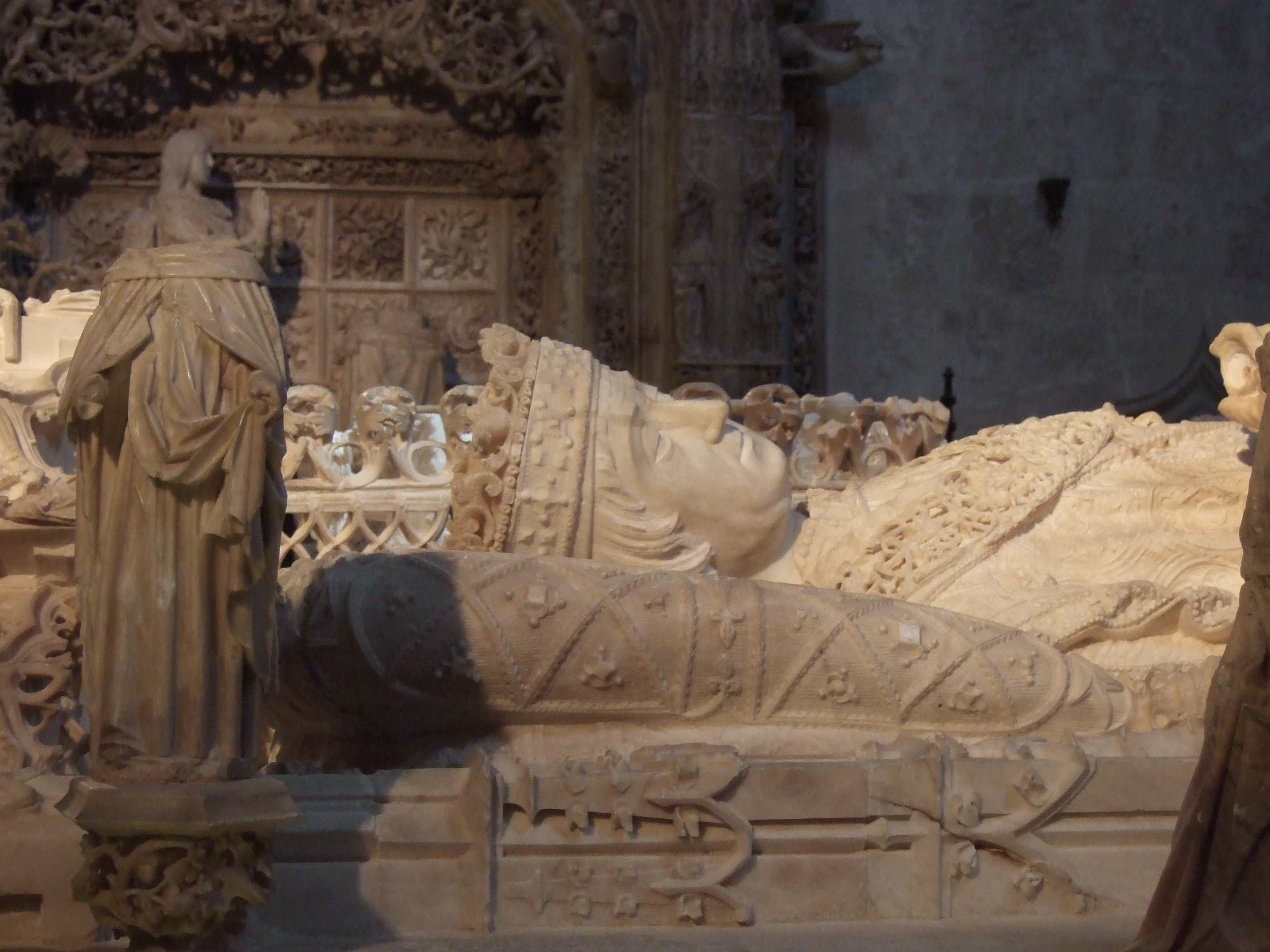
Doppelgrabmal Johanns II. von Kastilien und Isabellas von Portugal

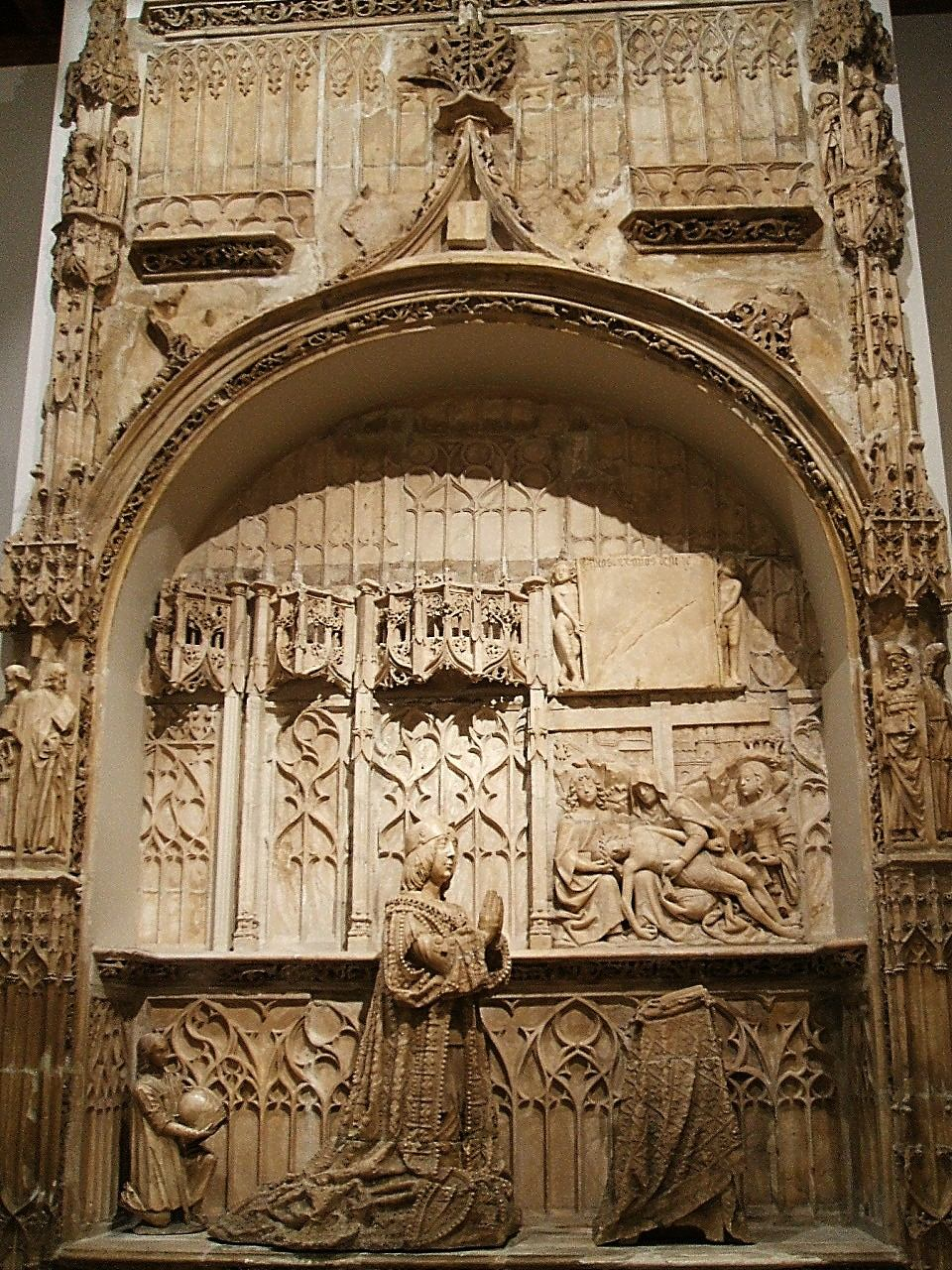
Grabmal Juan de Padillas im Museo de Burgos

Gil de Siloé († um 1501) war ein spanischer Bildhauer der Spätgotik und der Vater des Diego de Siloé. Er wirkte um 1500 in Burgos.

## Leben und Werk

### Herkunft
Gil de Siloés Geburtsort ist unbekannt und es gibt nur wenige Aufzeichnungen über sein Leben. Er ist jedoch auch als Gil de Urliones bzw. Gil de Urlienes bekannt, was seine Herkunft aus Orléans nahelegt, oder als Gil de Emberres bzw. Gil de Amberes bekannt, was eine Herkunft aus Antwerpen nahelegen würde. Seine Ikonografie verweist auf eine französische Herkunft, während die Ausführung seiner Skulpturen durchaus flämische oder niederrheinische Einflüsse aufweist.

### Werk
Siloé gilt als „[…] überragender Exponent der spätgotischen Plastik in Burgos […].“ Seine phantasiereichen, naturalistischen Skulpturen sind durch einen Reichtum an durchdachten Details und reichen Verzierung gekennzeichnet.
Schwerpunkt seiner Arbeit war die Ausgestaltung von Kirchen in der Stadt und der Provinz Burgos. Er war an dem Ausbau der Kathedrale von Burgos beteiligt, wo er unter anderen für die Grabkapelle Reliefs, Skulpturen und Wappenschilder gestaltete. Eine weitere Zuschreibung aus der Kathedrale und wichtiges Werk spätgotischer Schnitzkunst ist der 1486 bis 1488 entstandene Altar der unbefleckten Empfängnis in der St. Anna-Kapelle (Capilla de la Concepción y de Santa Ana). Für die Cartuja de Miraflores schuf er, zusammen mit Diego de la Cruz, zwischen 1496 und 1499 ein Hochaltarretabel, das mit dem ersten, aus der „Neuen Welt“ eintreffenden Gold kostbar ausgestattet wurde. Er führte für das Presbyterium auch das 1493 vollendete Alabastergrabmal (Doppelgrabmal) von Johanns II. von Kastilien und Isabella von Portugal aus, das als eines der reichsten in Spanien gilt.
Auch das Grabmal des im Jahr 1470 verstorbenen Infanten Alfonso an der Nordwand des Chores wird Gil de Siloé zugeschrieben. Wahrscheinlich geht auf ihn auch ein im Pfarrmuseum von Covarrubias befindliches Triptychon der Heiligen Drei Könige zurück. Weitere Werke des Künstlers befinden sich im Museum für sakrale Kunst (Museo Parroquial de Santa Eulalia) in Paredes de Nava. „Sich von den herkömmlichen Strukturen der älteren kastilischen Retabel trennend, entwarf Gil de Siloe singuläre Werke, die hinsichtlich ihrer Komposition in unmittelbarem Umkreis ihre Wirkung nicht verfehlten. Sie läuteten die Epoche der überwältigenden, geschnitzten Monumentalretabel in Kastillien ein […].“ Siloe wird auch mit dem Grabmal Juan de Padilla y Pacheco († 1491) aus dem Kloster Fresdelval (heute im Museo de Burgos) in Verbindung gebracht, das in den Jahren zwischen 1500 und 1505 entstanden ist und zum Teil von Gehilfen ausgeführt worden sein soll.

## Nachkommen
Im Allgemeinen gilt Gil de Siloé als Vater von Diego de Siloé (um 1495–1563), was jedoch wegen des Fehlens von entsprechenden Dokumenten oder von Nachrichten von Zeitzeugen nur durch die Namensgleichheit belegbar ist.